# Настоящие мужчины
«Настоящие мужчины» (англ. Real Men) — американский комедийно-фантастический кинофильм 1987 года, режиссёра Денниса Фельдмана.

## Сюжет
Агент ЦРУ ведёт переговоры с инопланетянами на протяжении 7 лет, и когда договорённость уже практически достигнута, его убивают. Руководство агентства решает заменить его двойником. Выбор падает на слабого и безвольного страхового агента Боба Уилсона, из которого агент ЦРУ Ник Пиранделло (Джеймс Белуши) пытается сделать нового Джеймса Бонда и одновременно охраняет его от покушения русских, которые также заинтересованы в оружии, предлагаемом инопланетянами.

## В ролях
| Актёр           | Роль           |
| --------------- | -------------- |
| Джеймс Белуши   | Ник Пиранделло |
| Джон Риттер     | Боб Уилсон     |
| Билл Мори       | Миллард Канард |
| Барбара Бэрри   | Мом Пиранделло |
| Изабелла Хофман | Барбара Уилсон |
| Иса Янк         | Долли          |

## Критика
Фильм получил смешанные отзывы. Газета Radio Times, назвала сюжет «неправдоподобным».
Интернет-издание The A.V. Club назвала фильм «одной из самых недооцененных комедий 1980-х».